# Dark Horse (альбом Джорджа Харрисона)
Dark Horse (рус. Тёмная лошадка) — пятый сольный студийный альбом Джорджа Харрисона, вышедший в 1974 году.

## Об альбоме
Во время работы над Dark Horse Харрисон посадил голос и вновь начал страдать алкогольной и наркотической зависимостями, тяготившими его прежде, в 1960-х. Зависимость музыканта дала трещину его отношениям с женой Патти Бойд, которая ушла к Эрику Клэптону (окончательно брак Патти и Джорджа распался в 1977 году).
Как результат, пластинка была встречена музыкальными критиками преимущественно отрицательно. По словам рецензента Rolling Stone Джима Миллера, слабость Харрисона как музыканта всплыла, стоило ему лишиться компании The Beatles. Ограниченность голоса, шаблонность мелодий и предсказуемость песен, прежде тщательно скрываемые, достигли апогея на Dark Horse.

## Список композиций
Автор всех песен — Джордж Харрисон, если не указано иное.
1. «Hari’s on Tour (Express)» — 4:43
2. «Simply Shady» — 4:38
3. «So Sad» — 5:00
4. «Bye Bye Love» (Фелис и Будло Брайант, Харрисон) — 4:08
  - Кавер-версия песни The Everly Brothers (1957)
5. «Māyā Love» — 4:24
6. «Ding Dong, Ding Dong» — 3:40
7. «Dark Horse» — 3:54
8. «Far East Man» (Харрисон, Рон Вуд) — 5:52
  - Версия этой песни вышла также на дебютном соло-альбоме Рона Вуда «I've Got My Own Album to Do» (1974)
9. «It Is „He“ (Jai Sri Krishna)» — 4:50

## Участники записи
| - Джордж Харрисон — вокал, электрогитара, акустическая гитара, синтезатор, электрическое фортепиано, фисгармония, бас-гитара, ударные, перкуссия - Том Скотт — саксофон, флейта, аранжировка - Билли Престон — электрическое фортепиано, орган, фортепиано - Вилли Викс — бас-гитара - Энди Ньюмарк — ударные, перкуссия - Джим Келтнер — ударные, перкуссия - Роббен Форд — электрогитара, акустическая гитара - Джим Хорн — флейта - Чак Финдли — флейта - Эмиль Ричардс — перкуссия - Ринго Старр — ударные | - Клаус Форман — бас-гитара - Гэри Райт — фортепиано - Ники Хопкинс — фортепиано - Роджер Келлауэй — фортепиано, орган - Макс Беннет — бас-гитара - Джон Герен — ударные - Рон Вуд — электрогитара - Элвин Ли — электрогитара - Мик Джонс — акустическая гитара - Деррек Ван Итон — бэк-вокал - Лон Ван Итон — бэк-вокал |

## Позиции в чартах
| Страна         | Место |
| -------------- | ----- |
| Австрия        | 10    |
| Германия       | 45    |
| Канада         | 42    |
| Нидерланды     | 5     |
| Новая Зеландия | 29    |
| Норвегия       | 7     |
| США            | 4     |
| Япония         | 18    |